# Xiaomi Mi
Xiaomi Mi là một dòng điện thoại chủ lực của hãng Xiaomi.
Tuy nhiên Xiaomi đã khai tử thương hiệu Mi sau khi đồng hành từ tháng 8/2011 đến tháng 8/2021

## Lịch sử
Điện thoại thông minh đầu tiên của Xiaomi - Xiaomi Mi1 được ra mắt vào tháng 8 năm 2011. Nó được chạy trên phần mềm MIUI của Xiaomi cơ bản dựa trên nền Android, TouchWiz của Samsung và iOS của Apple. Thiết bị này cũng được xuất xưởng với hệ điều hành Android.
Vào tháng 8 năm 2012, Xiaomi đã công bố điện thoại thông minh Xiaomi Mi2. Chiếc điện thoại này được trang bị vi xử lý Snapdragon S4 Pro APQ8064 của Qualcomm, chip Krait lõi tứ 1,5 GHz với 2 GB RAM và GPU Adreno 320. Vào ngày 24 tháng 9 năm 2013 công ty cho biết rằng công ty đã bán được hơn 10 triệu thiết bị Mi2 trong 11 tháng trước đó. Điện thoại thông minh Mi2 được bán ra bởi nhà cung cấp điện thoại không dây Mobicity ở Úc, Châu Âu, New Zealand, Anh và Mỹ.
Vào tháng 9 năm 2013, Xiaomi công bố điện thoại Mi3 của nó, với một phiên bản trang bị Snapdragon 800 (MSM8974AB) và một bằng vi xử lý Tegra 4 NVIDIA., Một chip Krait lõi tứ 2,3 GHz với 2 GB RAM và GPU Adreno 330. Ngày 07 tháng 3 năm 2014, lô Xiaomi Mi3 bán hết trong vòng 2 phút trong ngày mở bán đầu tiên ở Singapore.
Vào ngày 23 tháng 4 năm 2015, CEO của Xiaomi Lei Jun và VP Hugo Barra cùng nhau đến để công bố một điện thoại mới có tên là Mi 4i tại Ấn Độ, điện thoại đầu tiên được tung ra tại Ấn Độ trước khi tung ra bất kỳ nước nào khác nhưng Mi 4i nhanh chóng thất bại vì thông số phần cứng kém hơn người tiền nhiệm Mi 4.
Ngày 24 tháng 2 năm 2016, Xiaomi ra mắt Mi5, với bộ vi xử lý Qualcomm Snapdragon 820. Nó có một màn hình 5,15 inch độ phân giải HD 1080p với công nghệ đèn nền 16-LED có thể đưa ra một ảnh với độ sáng 600 nits. Có nhiều mẫu như màu đen, trắng và vàng, và các phiên bản bộ nhớ trong có dung lượng 32GB, 64GB và 128GB.

## Giới thiệu

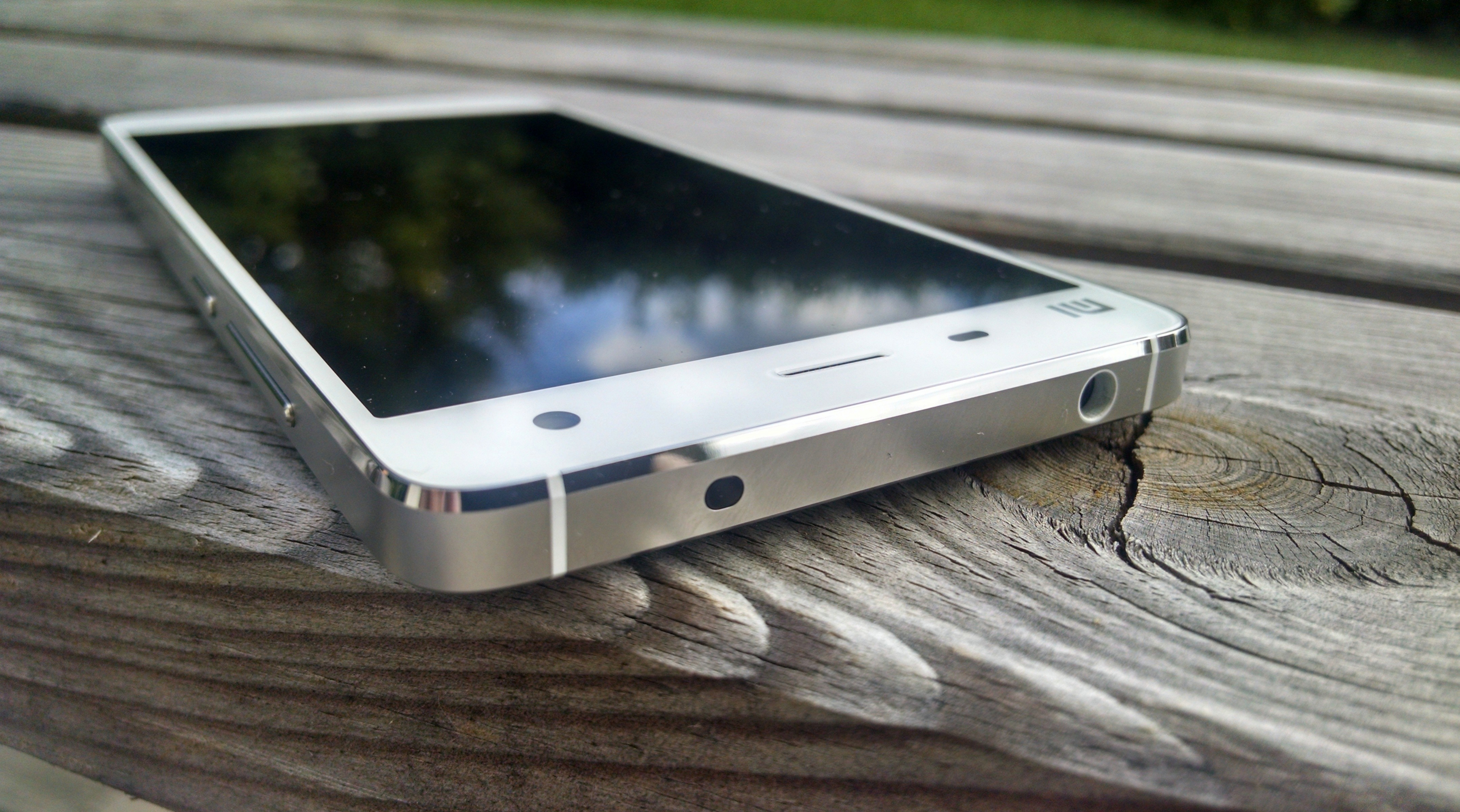
Xiaomi Mi 4

Cho đến tháng 1 năm 2015 dòng flagship của Xiaomi là mẫu Xiaomi Mi. Điện thoại Xiaomi Mi 4 đã thành công sau chiếc Xiaomi Mi 3. Ban đầu nó được ra mắt tại Trung Quốc đại lục, sau đó là Singapore, Malaysia, Thái Lan và Ấn Độ vào tháng 3, tháng 5 và tháng 7 năm 2014 tương ứng với các nước trên. Mi 3 sử dụng vi xử lý Qualcomm Snapdragon 800 và nó đã được tìm thấy trong bài kiểm tra điện thoại thông minh Android nhanh nhất thế giới theo thử nghiệm benchmark ứng dụng AnTuTu, Quadrant và Geekbench.
Xiaomi công bố sản phẩm hàng năm tại Bắc Kinh vào ngày 22 tháng 7 năm 2014, phiên bản Mi 4 cao cấp nhất sở hữu vi xử lý Qualcomm Snapdragon 801, RAM 3GB và camera trước 8 megapixel.
Xiaomi trưng bày Mi 5 gốm sứ vào ngày 24 tháng 2 tại MWC 2016. Nó là một trong những điện thoại thông minh đầu tiên sở hữu bộ xử lý mới nhất của Qualcomm, Snapdragon 820. Nó được bán lẻ với giá 2699 RMB ở Trung Quốc. Nó có một camera cảm biến IMX298 với 4 trục OIS và ống kính sapphire. Nó cũng được trang bị NFC và một chức năng thanh toán di động Mi Pay được ra mắt vào tháng 4 năm 2016.
Vào ngày 27 tháng 9 năm 2016, Xiaomi ra mắt Mi 5s. Mi 5s được trang bị Snapdragon 821 SoC và được cung cấp hai phiên bản khác nhau, đi kèm với 3 GB RAM và phiên bản khác với RAM 4 GB. Biến thể 3GB RAM đi kèm với 64GB bộ nhớ trong. Trong khi phiên bản 4 GB đi kèm với 128GB bộ nhớ trong. Thiết bị này có tính năng quét vân tay siêu âm dựa trên công nghệ ID Sense của Qualcomm. Thông số kỹ thuật khác bao gồm màn hình hiển thị 5,15 inch FullHD, máy ảnh sau 12 MP với cảm biến Sony IMX378, camera phụ 4 MP ở mặt trước và viên pin có dung lượng 3200 mAh. 
Vào ngày 27 tháng 9 năm 2016, Xiaomi cũng đã công bố một thiết bị khác là Mi 5s Plus. Mi 5s Plus là một thiết bị phablet có 5,7-inch hiển thị Full-HD. Nó đi kèm với vi xử lý Snapdragon 821 với RAM 4 hoặc 6 GB. Biến thể 4GB RAM đi kèm với 64GB bộ nhớ trong. Trong khi 6GB RAM biến thể cung cấp 128GB bộ nhớ trong. Mi 5s Plus đi kèm với camera kép 13 MP ở phía sau và một camera phụ 4 MP ở mặt trước. Cảm biến vân tay tương tự như Mi 5s, tuy nhiên, dung lượng pin của chiếc máy này lớn hơn: 3800 mAh.
Tháng 4 năm 2017, Xiaomi cho ra mắt thiết bị mới là Mi 6. Mi 6 sở hữu màn hình 5,15-inch độ phân giải Full HD. Bên trong máy là vi xử lý Qualcomm Snapdragon 835, dung lượng RAM là 6GB, sau này có thêm biến thể 4GB RAM. Máy có bộ nhớ trong là 64 hoặc 128GB. Máy sở hữu Camera kép độ phân giải 12MP+12MP kèm với Camera phụ 8MP. Máy có đi kèm cảm biến vân tay siêu âm như Mi 5s. Dung lượng pin của máy là 3350 mAh.

## Các thiết bị Xiaomi
| Tên thiết bị       | Màn hinh hiển thị | Kích thước màn hình | Độ phân giải  | Ngày giới thiệu | Hỗ trợ 4G LTE     | Vi xử lý                                                                          | RAM                                     | Camera sau                                   | Camera trước | Hệ điều hành                      |
| ------------------ | ----------------- | ------------------- | ------------- | --------------- | ----------------- | --------------------------------------------------------------------------------- | --------------------------------------- | -------------------------------------------- | ------------ | --------------------------------- |
| Mi-1               | TFT               | 4"                  | FWVGA 854x480 | 2011.8          | Không             | Qualcomm Snapdragon S3 lõi kép 1.5 GHz                                            | 1 GB                                    | 8 MPx                                        | 2 MPx        | MIUI v5 Android 4.2               |
| Mi-1 Youth Edition | TFT               | 4"                  | FWVGA 854x480 | 2012.5          | Không             | Qualcomm Snapdragon S3 lõi kép 1.2 GHz                                            | 768 MB                                  | 8 MPx                                        | Không        | MIUI v5 Android 4.2               |
| Mi-1S              | TFT               | 4"                  | FWVGA 854x480 | 2012.8          | Không             | Qualcomm Snapdragon S3 lõi kép 1.7 GHz                                            | 1 GB                                    | 8 MPx                                        | 2 MPx        | MIUI v5 Android 4.2               |
| Mi-2               | IPS               | 4.3"                | HD 720p       | 2012.8          | Không             | Qualcomm Snapdragon S4 Pro lõi tứ 1.5 GHz                                         | 2 GB                                    | 8 MPx                                        | 2 MPx        | MIUI v8 Android 4.4               |
| Mi-2S              | IPS               | 4.3"                | HD 720p       | 2013.4          | Không             | Qualcomm Snapdragon S4 Pro lõi tứ 1.7 GHz                                         | 2 GB                                    | 8 MPx (16 GB version) 13 MPx (32 GB version) | 2 MPx        | MIUI v8 Android 4.4               |
| Mi-2A              | IPS               | 4.5"                | HD 720p       | 2013.4          | Không             | Qualcomm Snapdragon S4 Pro lõi tứ 1.7 GHz                                         | 1 GB                                    | 8 MPx                                        | 2 MPx        | MIUI v7 Android 4.4               |
| Mi-3               | IPS               | 5"                  | HD 1080p      | 2013.9          | Không             | Qualcomm Snapdragon 800 lỡi tứ 2.3 GHz                                            | 2 GB                                    | 13 MPx                                       | 2 MPx        | MIUI v8 Android 6.0               |
| Mi-3 (Tegra)       | IPS               | 5"                  | HD 1080p      | 2013.10         | Không             | Nvidia Tegra 4 lõi tứ 1,8 GHz                                                     | 2 GB                                    | 13 MPx                                       | 2 MPx        | MIUI v8 Android 6.0               |
| Mi-4               | IPS               | 5"                  | HD 1080p      | 2014.7          | Có (phiên bản 4G) | Qualcomm Snapdragon 801 lõi tứ 2.5 GHz                                            | 3 GB (WDCMA version) 2 GB (LTE version) | 13 MPx                                       | 8 MPx        | MIUI v8 Android 6.0 or Windows 10 |
| Mi-4i              | IPS               | 5"                  | HD 1080p      | 2015.4          | Có                | Qualcomm Snapdragon 615 lõi tứ 1.7 GHz & 4x 1 GHz                                 | 2 GB                                    | 13 MPx                                       | 8 MPx        | MIUI v8 Android 5.0               |
| Mi-4c              | IPS               | 5"                  | HD 1080p      | 2015.9          | Có                | Qualcomm Snapdragon 808 lõi tứ 1.4 GHz & 2x 1.8 GHz                               | 2 GB / 3 GB                             | 13 MPx                                       | 5 MPx        | MIUI v8 Android 5.1               |
| Mi-4s              | IPS               | 5"                  | HD 1080p      | 2016.3          | Có                | Qualcomm Snapdragon 808 lõi tứ 1.4 GHz & lõi kép 1.8 GHz                          | 3 GB                                    | 13 MPx                                       | 5 MPx        | MIUI v8 Android 5.1               |
| Mi-5               | IPS               | 5.15"               | HD 1080p      | 2016.2          | Có                | Qualcomm Snapdragon 820 lõi kép 1.8 GHz & lõi kép 1.36 GHz hay 2.15 GHz & 1.6 GHz | 3 GB / 4 GB                             | 16 MPx                                       | 4 MPx        | MIUI v8 Android 6.0               |
| Mi-5s              | IPS               | 5.15"               | HD 1080p      |                 | Có                | Qualcomm Snapdragon 821 lõi kép 2.15 GHz & lõi kép 1.6 GHz                        | 3 GB / 4 GB                             | 12 MPx                                       | 4MPx         | MIUI v8 Android 6.0               |
| Mi-5s Plus         | IPS               | 5.7"                | HD 1080p      |                 | Có                | Qualcomm Snapdragon 821 lõi kép 2.15 GHz & lõi kép 1.6 GHz                        | 4 GB / 6 GB                             | Camera kép 13 MPx                            | 4MPx         | MIUI v8 Android 6.0               |